# Willy Bogner senior
Willy Bogner senior, född 1909 i Traunstein, död 1977 i Hausham, var en tysk längdåkare och utövare av nordisk kombination samt grundare av Bogner, far till Willy Bogner junior
Willy (Wilhelm) Bogner var under 1930-talet en av Tysklands främsta skidåkare och tog VM-brons i nordiska kombination 1935. 1936 svor han eden vid invigningen av de olympiska vinterspelen i Garmisch-Partenkirchen. Tillsammans med frun Maria Lux skapade han sportmode under namnet Bogner från 1932. 